# William Castle
William Schloss (ur. 24 kwietnia 1914 w Nowym Jorku, zm. 31 maja 1977 w Los Angeles) – amerykański producent filmowy, reżyser filmów klasy B (głównie horrorów), aktor.

## Życiorys
Swoją karierę w branży filmowej rozpoczął w latach 30. XX wieku, występując na scenie Broadwayu. Pierwszą rolę dostał, gdyż przedstawił się jako rzekomy bratanek Samuela Goldwyna. Gdy miał 23 lata, przeprowadził się do Hollywood. Jako reżyser filmów fabularnych debiutował w 1943 r. filmem „Chance of a Life Time”. Pod koniec lat 40. skupił się na produkcji filmów. W latach 50. pracował również dla telewizji, reżyserował westerny. Był asystentem Orsona Wellesa przy filmie „Dama z Szanghaju”.
Znany nie tylko dzięki swoim filmom, ale także oryginalnemu sposobowi reklamowania ich. Na przełomie lat 50. i 60. XX w. stosował dla swoich filmów klasy B niekonwencjonalne sposoby promocji. Przy okazji projekcji horroru „Makabra” poinformował widzów, że rodzina osoby, która umrze ze strachu podczas seansu, otrzyma odszkodowanie od firmy Lloyd’s of London w wysokości tysiąca dolarów (nikt nigdy nie zgłosił takich roszczeń). Gdy w trakcie seansu filmu „Dom na Przeklętym Wzgórzu” na ekranie pojawiał się szkielet, nad głowami widzów zaczynały unosić się fosforyzujące nadmuchiwane szkielety (efekt nazwany „Emergo”). W trakcie seansów filmu „The Tingler” niektóre fotele wibrowały, gdy na ekranie miał miejsce atak bestii (efekt „Percepto”). Na pokazach „Thirteen Ghosts” widzowie w specjalnych okularach mogli zobaczyć na ekranie duchy, niewidoczne dla osób bez okularów (efekt „Illusion-O!”). Przy okazji filmu „Mr Sardonicus”, kilka minut przed zakończeniem robiono przerwę dla widzów, pozwalając im wybrać z dwóch alternatywnych zakończeń filmu (optymistyczne lub nie – widzowie zazwyczaj wybierali zakończenie nieoptymistyczne). W czasie innych projekcji informowano widzów o ataku groźnego wirusa. Widzowie przed wejściem na pokaz filmów mogli wykupić polisę ubezpieczeniową na wypadek niespodziewanego zawału serca podczas seansu. W kinie obecna była pielęgniarka, przed kinem stał ambulans (w kinie znajdowały się też opłacone osoby, które w trakcie seansu głośno krzyczały, udawały, że mdleją. Osoby takie wynoszono do karetek, które imitowały odwożenie ich do szpitala). Ci, którzy wyjątkowo się bali, mogli skorzystać z pasów bezpieczeństwa, które były przy siedzeniach (np. w trakcie filmu „I Saw What You Did”).
William Castle zakupił prawa do ekranizacji noweli Iry Levin „Dziecko Rosemary”, ale ze względu na jego rzekomo złą reputację, Paramount Pictures zgodziło się jedynie na to, by został producentem filmu, natomiast jego reżyserię powierzono Romanowi Polańskiemu. Castle zagrał również w filmie niewielką rolę.
Napisał autobiografię "Step Right Up! ... I'm Gonna Scare the Pants Off America” (1976).
Córka Williama Castle, Terry Castle, jest reżyserką filmową, założycielką firmy William Castle Productions.
Zmarł w 1977 r. na zawał serca. Jest pochowany na cmentarzu Forest Lawn Memorial Park Cemetery w Glendale.

## Filmografia

### Reżyser
- 1943: Black Marketing– film dokumentalny
- 1943: Chance of a Lifetime
- 1943: Klondike Kate
- 1944: Whistler
- 1944: She's a Soldier Too
- 1944: When Strangers Marry
- 1945: Crime Doctor's Warning
- 1945: Voice of the Whistler
- 1946: Just Before Dawn
- 1946: Mysterious Intruder
- 1946: Return of Rusty
- 1946: Crime Doctor's Man Hunt
- 1947: Crime Doctor's Gamble
- 1948: Texas, Brooklyn and Heaven
- 1948: Gentleman from Nowhere
- 1949: Johnny Stool Pigeon
- 1949: Undertow
- 1950: It's a Small World
- 1951: Fat Man
- 1951: Hollywood Story
- 1951: Cave of Outlaws
- 1953: Fort Ti
- 1953: Serpent of the Nile
- 1953: Conquest of Cochise
- 1953: Slaves of Babylon
- 1954: Charge of the Lancers
- 1954: Battle of Rogue River
- 1954: Jesse James vs. the Daltons
- 1954: Drums of Tahiti
- 1954: Iron Glove
- 1954: Saracen Blade
- 1954: Law vs. Billy the Kid
- 1954: Masterson of Kansas
- 1955: Americano
- 1955: New Orleans Uncensored
- 1955: Science Fiction Theater
- 1955: Gun That Won the West
- 1955: Duel on the Mississippi
- 1956: Houston Story
- 1956: Uranium Boom
- 1956: Man Called X
- 1957: Men of Annapolis
- 1958: Makabra ("Macabre")
- 1959: Dom na Przeklętym Wzgórzu ("House on Haunted Hill")
- 1959: Tingler
- 1960: 13 Ghosts
- 1961: Homicidal
- 1961: Mr. Sardonicus
- 1962: Zotz!
- 1963: 13 Frightened Girls
- 1963: Old Dark House
- 1964: Strait-Jacket
- 1965: Night Walker
- 1965: I Saw What You Did
- 1966: Let's Kill Uncle
- 1967: Busy Body
- 1967: Spirit Is Willing
- 1968: Project X
- 1974: Shanks

### Producent
- 1947: Dama z Szanghaju ("The Lady from Shanghai")
- 1957: Men of Annapolis
- 1957: Meet McGraw
- 1958: Makabra ("Macabre")
- 1959: Dom na Przeklętym Wzgórzu ("House on Haunted Hill")
- 1959: The Tingler
- 1960: 13 Ghosts
- 1961: Homicidal
- 1961: Mr. Sardonicus
- 1962: Zotz!
- 1963: 13 Frightened Girls
- 1963: The Old Dark House
- 1964: Strait-Jacket
- 1964: The Night Walker
- 1965: I Saw What You Did
- 1966: Let's Kill Uncle
- 1967: Zajęte ciało ("The Busy Body")
- 1967: The Spirit Is Willing
- 1968: Project X
- 1968: Dziecko Rosemary ("Rosemary's Baby")
- 1969: Riot
- 1972: Bad Connection
- 1972: The Summer House
- 1972: Ghost Story - 2 odcinki
- 1974: Shanks
- 1975: Bug

### Aktor
- 1937: When Love Is Young - jako reporter
- 1937: It Could Happen to You! – jako reporter
- 1937: The Man Who Cried Wolf – jako klient przy kasie biletowej
- 1940: Kobieta jest zagadką ("The Lady in Question") - jako juror nr 1
- 1940: He Stayed for Breakfast – jako policjant
- 1944: When Strangers Marry – jako mężczyzna na fotografii
- 1950: It's a Small World - jako policjant
- 1959: The Borrowed Christmas (pod nazwiskiem: Billy Castle)
- 1959: Hallmark Hall of Fame
- 1961: Homicidal - jako narrator
- 1968: Dziecko Rosemary ("Rosemary's Baby") - jako mężczyzna przy budce telefonicznej
- 1973: The Graveyard Shift - jako J.B. Filmore
- 1973: Ghost Story - jako J.B. Filmore
- 1974: The Sex Symbol (TV) - jako Jack P. Harper
- 1974: Shanks – jako sklepikarz
- 1975: Szampon ("Shampoo") – jako Sid Roth
- 1975: Dzień szarańczy ("The Day of the Locust") - jako reżyser (podpisany jako: William C. Castle)
- 1975: Bug

## Fotografie w Internecie
- baza Internet Movie Database
- Cinefania